# Belle Poule
La Belle Poule era una fragata de 60 canons de la Marina francesa, famosa per traslladar les restes mortals de Napoleó Bonaparte de l'illa de Santa Helena a França.
Encara que se'n van començar la construcció el 1828, la Belle Poule no va ser botada fins a 1834. Va ser un dels primers vaixells a ser construïts en una drassana coberta, el que permetia als constructors retardar la construcció quan les circumstàncies polítiques i financeres no eren favorables. El disseny es va inspirar en la classe de creuer de l'USS Constitution. Va ser comissionada el juliol de 1835, i gaudia d'unes propietats de navegació bastant bones.

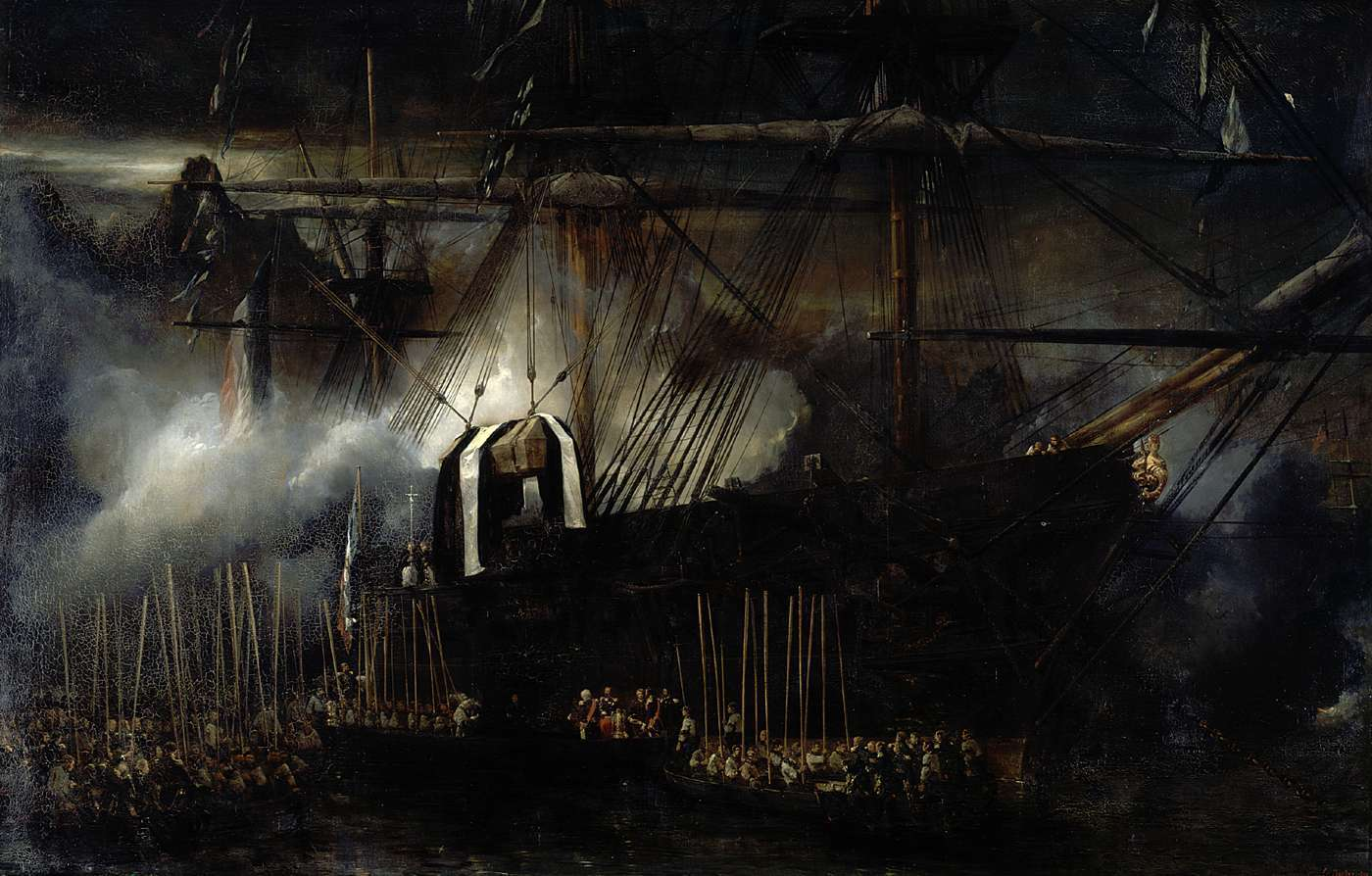
Repatriació de les cendres de Napoleó a bord de la Belle Poule, el 15 octubre 1840. Oli sobre llenç d'Eugène Isabey, 1842, 369 x 238 cm, Palau de Versalles.

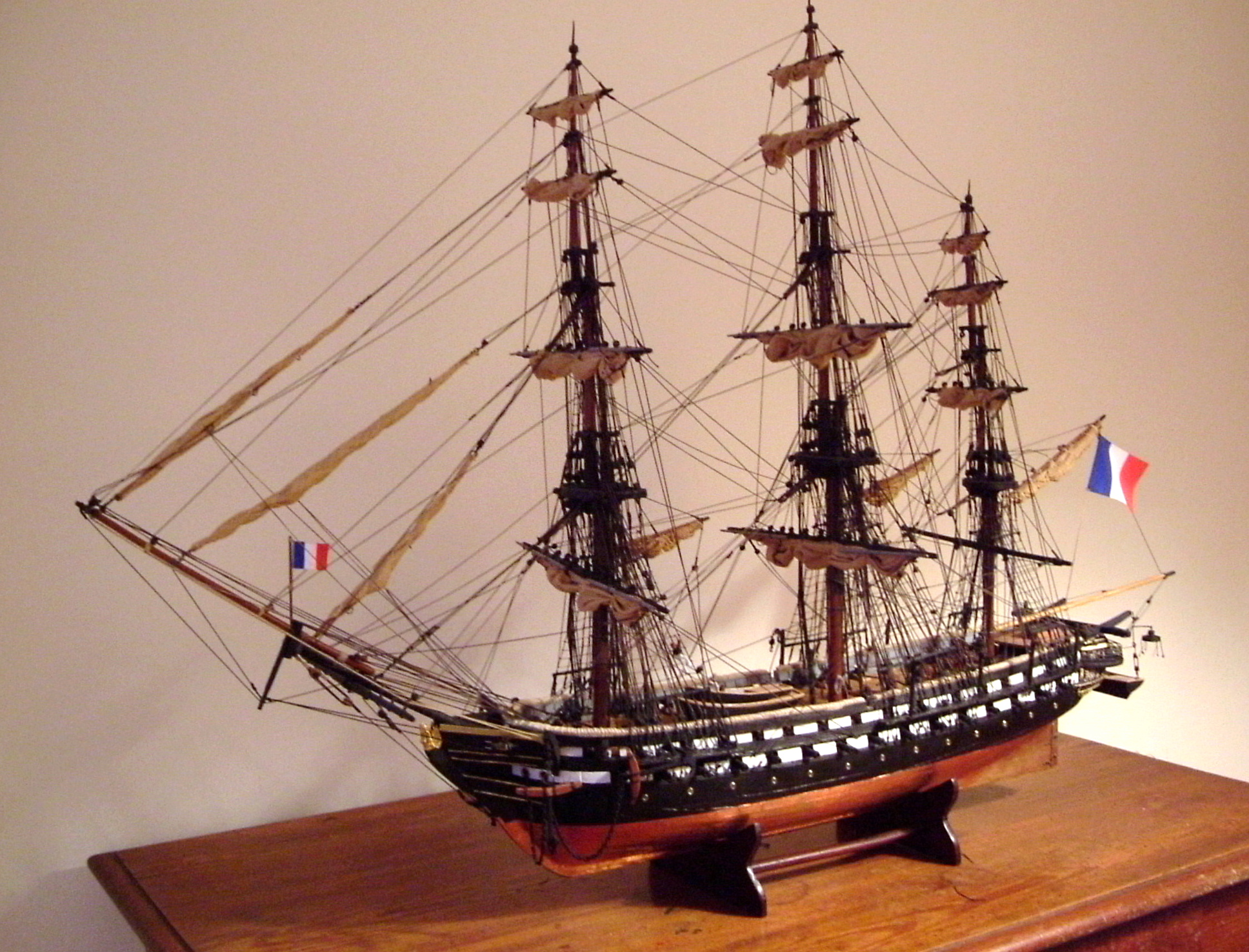
Maqueta de la Belle-Poule (1828)

L'1 d'agost de 1839, sota el comandament del Príncep de Joinville, el tercer fill del rei Lluís Felip de França, va partir de Cherbourg per unir-se a la flota de l'est de l'Almirall Lalande. Va tornar a Toló el 21 de desembre del mateix any. El 27 de juliol de 1840, va partir equipat especialment amb rumb a l'illa de Santa Helena per repatriar les restes de Napoleó Bonaparte. El vaixell havia estat pintat de negre per a l'ocasió. El 30 de setembre d'aquell mateix any, va tornar a Cherbourg, després de deixar les restes de l'Emperador a Le Havre.
El 1841, la Belle Poule va navegar al llarg de la costa canadenca, on el príncep de Joinville va desembarcar a Halifax, va visitar Nova York i es va reunir amb el president dels Estats Units. La Belle Poule va tornar a Toló el 14 de juliol de 1842. El 1844, el príncep de Joinville va ser enviat al Marroc per assistir el general Bugeaud a Algèria, amb el rang de vicealmirall. A l'expedició van partir el Suffren, el Jemmapes, el Triton i la Belle Poule. Tànger va ser atacada el 6 d'agost, i Mogador va ser presa el 15 d'agost. Posteriorment, la Belle Poule va creuar l'oceà Índic, on un cicló la va danyar seriosament. Va ser reparada a Sainte-Marie de Madagascar i després va tornar a Brest.
Va prendre part en la Guerra de Crimea, principalment com transport. Va romandre a l'est fins a 1856, i va tornar a Toló l'1 de setembre del mateix any. El 1859, va ser utilitzada per transportar de munició, i va ser retirada del servei el 19 de març de 1861. Se la va utilitzar per emmagatzemar pólvora fins al 1888.